# Wu Yonggang
Wu Yonggan (吳永剛T, 吴永刚S, Wú YǒnggāngP) (Shanghai, 1º novembre 1907 – 18 dicembre 1982) è stato un regista cinese durante gli anni '30 del Novecento.
Wu ha avuto una lunga carriera con la Lianhua Film Company nel 1930, a Chongqing durante la guerra.

## Biografia
Wu Yonggang è stato uno dei più importanti registi del movimento progressista in epoca pre-comunista in Cina. Inizialmente scenografo presso la casa cinematografica Dazhonghua Baihe, Wu si trasferisce alla Shaw Brothers per un breve periodo, per unirsi poi alla nuova compagnia Lianhua Film Company. Il suo primo film da regista, The Goddess (1934), acclamato soprattutto per la presenza dell'attrice, Ruan Lingyu, amatissima all'epoca, riscosse critiche entusiaste. Un regista prolifico, Wu ha continuato a fare film fino agli anni 1970 fino al suo ritiro poco prima della sua morte, tra cui Evening Rain (1980, co-diretto con Wu Yigong), che ha vinto come miglior film al primo Golden Rooster Awards.